# Discografia de Jacob Sartorius
A discografia de Jacob Sartorius, um cantor norte-americano, consiste em quatro EPs e 13 singles.

## Extended plays (EPs)
| Título               | Detalhes                                                                                            | Paradas | Paradas | Paradas | Paradas | Paradas | Paradas |
| Título               | Detalhes                                                                                            | US      | AUS     | CAN     | IRL     | NZ      | SCO     |
| -------------------- | --------------------------------------------------------------------------------------------------- | ------- | ------- | ------- | ------- | ------- | ------- |
| The Last Text EP     | - Lançado: 20 de janeiro de 2017 - Gravadora: T3 Music Group - Formato: download digital, streaming | 32      | 49      | 33      | 61      | 4       | 54      |
| Left Me Hangin'      | - Lançado: 6 de outubro de 2017 - Gravadora: RCA - Formato: download digital, streaming             | -       | -       | -       | -       | -       | -       |
| Better with You      | - Lançado: 2 de novembro de 2018 - Gravadora: T3 Music Group - Formato: download digital, streaming | -       | -       | -       | -       | -       | -       |
| Where Have You Been? | - Lançado: 31 de maio de 2019 - Gravadora: RCA - Formato: download digital, streaming               | -       | -       | -       | -       | -       | -       |

## Singles
| Ano  | Título                                                                         | Paradas | Paradas | Certificações | Álbum                         |
| Ano  | Título                                                                         | US      | CAN     | Certificações | Álbum                         |
| ---- | ------------------------------------------------------------------------------ | ------- | ------- | ------------- | ----------------------------- |
| 2016 | "Sweatshirt"                                                                   | 90      | 81      | - RIAA : Ouro | The Last Text EP              |
| 2016 | "Hit or Miss"                                                                  | 72      | 76      |               | The Last Text EP              |
| 2016 | "All My Friends"                                                               | -       | -       |               | The Last Text EP              |
| 2016 | "Last Text"                                                                    | -       | -       |               | The Last Text EP              |
| 2017 | "Bingo"                                                                        | -       | -       |               | The Last Text EP              |
| 2017 | "Hit Me Back" (feat. Blackbear)                                                | -       | -       |               | Left Me Hangin'               |
| 2017 | "Skateboard"                                                                   | -       | -       |               | Left Me Hangin'               |
| 2017 | "Chapstick"                                                                    | -       | -       |               | Left Me Hangin'               |
| 2017 | "Cozy"                                                                         | -       | -       |               | Não adicionado a nenhum álbum |
| 2018 | "Up With It"                                                                   | -       | -       |               | Better with You               |
| 2018 | "Better with You"                                                              | -       | -       |               | Better with You               |
| 2019 | "Used To"                                                                      | -       | -       |               | Where Have You Been?          |
| 2019 | "Party Goes Harder"                                                            | -       | -       |               | Não adicionado a nenhum álbum |
| 2020 | "Over U"                                                                       | -       | -       |               | Não adicionado a nenhum álbum |
| 2021 | "Youtube & Bbq Chips"                                                          | -       | -       |               | Não adicionado a nenhum álbum |
|      | "-" indica itens que não foram lançados naquele país ou não foram registrados. |         |         |               |                               |

### Singles promocionais
- "Hang Me Out to Dry" (2017)
- "Popular Girls" (2017)
- "Hooked on a Feeling" (2018)

## Videoclipes
| Ano  | Título            | Diretor   | Ref.             |
| ---- | ----------------- | --------- | ---------------- |
| 2016 | "Sweatshirt"      |           | Vídeo do youtube |
| 2016 | "Hit or Miss"     |           | Vídeo do youtube |
| 2017 | "Last Text"       |           | Vídeo do youtube |
| 2017 | "Bingo"           | Rex Arrow | Vídeo do youtube |
| 2017 | "Hit Me Back"     |           | Vídeo do youtube |
| 2017 | "Skateboard"      |           | Vídeo do youtube |
| 2017 | "Chapstick"       |           | Vídeo do youtube |
| 2017 | "No Music"        |           | Vídeo do youtube |
| 2018 | "Up with It"      |           | Vídeo do youtube |
| 2018 | "Better with You" |           | Vídeo do youtube |
| 2020 | "Over U"          |           | Vídeo do youtube |